# Lauren Elder (1947)
Pour les articles homonymes, voir Elder et Lauren Elder.
 (janvier 2017).
Lauren Elder, née en 1947, est une artiste américaine. 

## Carrière
Au milieu des années 1980 et jusqu'au début des années 1990, elle a travaillé avec l'équipe interdisciplinaire de l'ensemble Contraband, en tant que scénographe et artiste. Elder vit et travaille en Californie. Elle enseigne au California College of the Arts, et travaille sur le concept d'art environnemental.

## Crash de 1976
Elder est connue pour être la seule survivante dans le crash d'un avion léger dans la Sierra Nevada dans les années 1970.